# Ottorino Caracciolo
Ottorino Caracciolo (* 1855 in der Provinz Bari; † 1880 in Paris) war ein italienischer Maler.

## Biografie
Ottorino Caracciolo wuchs im Königreich beider Sizilien auf und war der Bruder von Luigi Caracciolo (* 10. August 1847/49 in Andria, Provinz Bari; † 1887 in London), einem Sänger, Gesangspädagogen und Komponisten, der später ins Vereinigte Königreich ging und dort Karriere machte.
Ottorino Caracciolo studierte zunächst Malerei in Bari bei dem Maler N. Zito und besuchte dann die Akademie der schönen Künste in Neapel. Wahrscheinlich auf Anraten des Familienfreundes F. Netti, der von einem längeren Aufenthalt in Frankreich nach Italien zurückgekehrt war, zog Caracciolo dann 1872 nach Paris, um dort zu malen.
Er nahm 1878 an der Weltausstellung Paris teil. Im Jahr 1880 wurde Caracciolo dann mit den Gemälden Panoplie und Une scène de boulevard in den Salon de Paris aufgenommen.
Das durch seinen frühen Tod schmale Gesamtwerk zeichnet sich vor allem durch Porträtmalerei, auch im Miniaturformat aus.